# Viburnum microphyllum
Viburnum microphyllum är en desmeknoppsväxtart som först beskrevs av Oerst., och fick sitt nu gällande namn av William Botting Hemsley. Viburnum microphyllum ingår i släktet olvonsläktet, och familjen desmeknoppsväxter. Inga underarter finns listade i Catalogue of Life.